# Церковь Спаса Преображения на Глинищах
Церковь Спа́са Преображе́ния на Глини́щах — утраченный приходской православный храм в Белом городе Москвы, в Лубянском проезде. Разрушен коммунистами в 1931 году.
Главный престол был освящён в честь Спаса Преображения; приделы — во имя Великомученицы Екатерины и в честь Покрова Богоматери.

## История

### История местности
Урочище «Глинище», в котором была построена церковь, называлось так по обилию здесь в почве глины, пригодной для изготовления кирпича и гончарных изделий. Впервые упоминается вместе с церковью в духовной грамоте-завещании Адриана Ярлыка в 1460 году.
Церковь Спаса в Глинищах дала название соседним переулкам — Большому и Малому Спасоглинищевским.

### Строительство церкви
Впервые церковь «Спаса на Глинищах» упомянута в духовной грамоте старца московского Симонова монастыря Адриана Ярлыка, датируемой 1460 годом.
В 1657 году церковь числилась каменной. В 1776 году её начали разбирать по ветхости.
В 1780 году на средства коммерции советника Александра Яковлевича Уварова была выстроена западная часть Преображенской церкви с двумя «тёплыми» приделами: Великомученицы Екатерины (известный с 1690 года) и Покрова Богоматери; в том же году приделы были освящены.
6 августа 1802 года был освящён главный престол — Спаса Преображения. Авторство в строительстве церкви приписывается В. И. Баженову.
В 1898 году (согласно Синодальному справочнику) церковь обновлялась.
До разрушения церкви в 1931 году, в ней сохранялся первоначальный иконостас и стеная роспись начала XIX века. Две храмовые иконы Преображения и Покрова в Покровском приделе, а также иконы св. Николая и Тихвинской Богоматери датировались XVII веком.

### Советский период
Церковь Спаса Преображения была уничтожена в 1931 году. В 1937—1939 годах на этом месте архитектором А. И. Ефимовым был построен Жилой дом жилищного кооператива «Военный строитель» (Лубянский проезд, д. 17).

## Священники
- Илия Даниилов Воинов - в 1853[3]

## Галерея
- Главный иконостас церкви. Фото нач. XX века. ГНИМА.
- Главный иконостас. Фрагмент. Фото начала XX века. ГНИМА.
- Церковь Спаса на Глинищах. Фото 1931 года. ГНИМА.

## Комментарии
1. ↑  Александр Яковлевич Уваров (1736—1808). Прибыл в Москву во 2-ю гильдию из дворцовых крестьян в 1756 году. С 1766 года — купец 1-й гильдии; в 1788—1795 гг. — именитый гражданин. Был трижды женат. Первая: Матрена Ивановна (1749—1781) — дочь «новокрещеного персиянина» И. М. Черникова; втарая: б) Елизавета Тимофеевна (1747—1787) — дочь московского именитого гражданина Т. Котельникова; третья: Анна Михайловна (1761—?) — вдова московского купца А. Новоселова, дочь московского купца М. М. Шорина.